# Sărăturile Diniaș
Sărăturile Diniaș alcătuiesc o arie protejată de interes național ce corespunde categoriei a IV-a IUCN (rezervație naturală de tip pedologic) situată în județul Timiș, pe teritoriul administrativ al comunei Peciu Nou.

## Localizare
Aria naturală cu o suprafață de 4 hectare se află în partea central-vestică a județului Timiș și cea sud-estică a satului Diniaș, în apropierea sud-vestică de municipiul Timișoara și este străbătută de drumul județean (DJ519A), care leagă localitatea Peciu Nou de Sânmihaiu Român.

## Descriere
Rezervația naturală a fost declarată arie protejată prin Legea Nr.5 din 6 martie 2000 (privind aprobarea Planului de amenajare a teritoriului național - Secțiunea a III-a - zone protejate) și reprezintă o zonă de câmpie (sol sărăturos supus studierii proprietăților bilogice, fizice, chimice și mineralogice; mlaștini sărăturate) ce adăpostește o mare varietate de floră halofilă specifică sărăturilor. 

### Vegetație

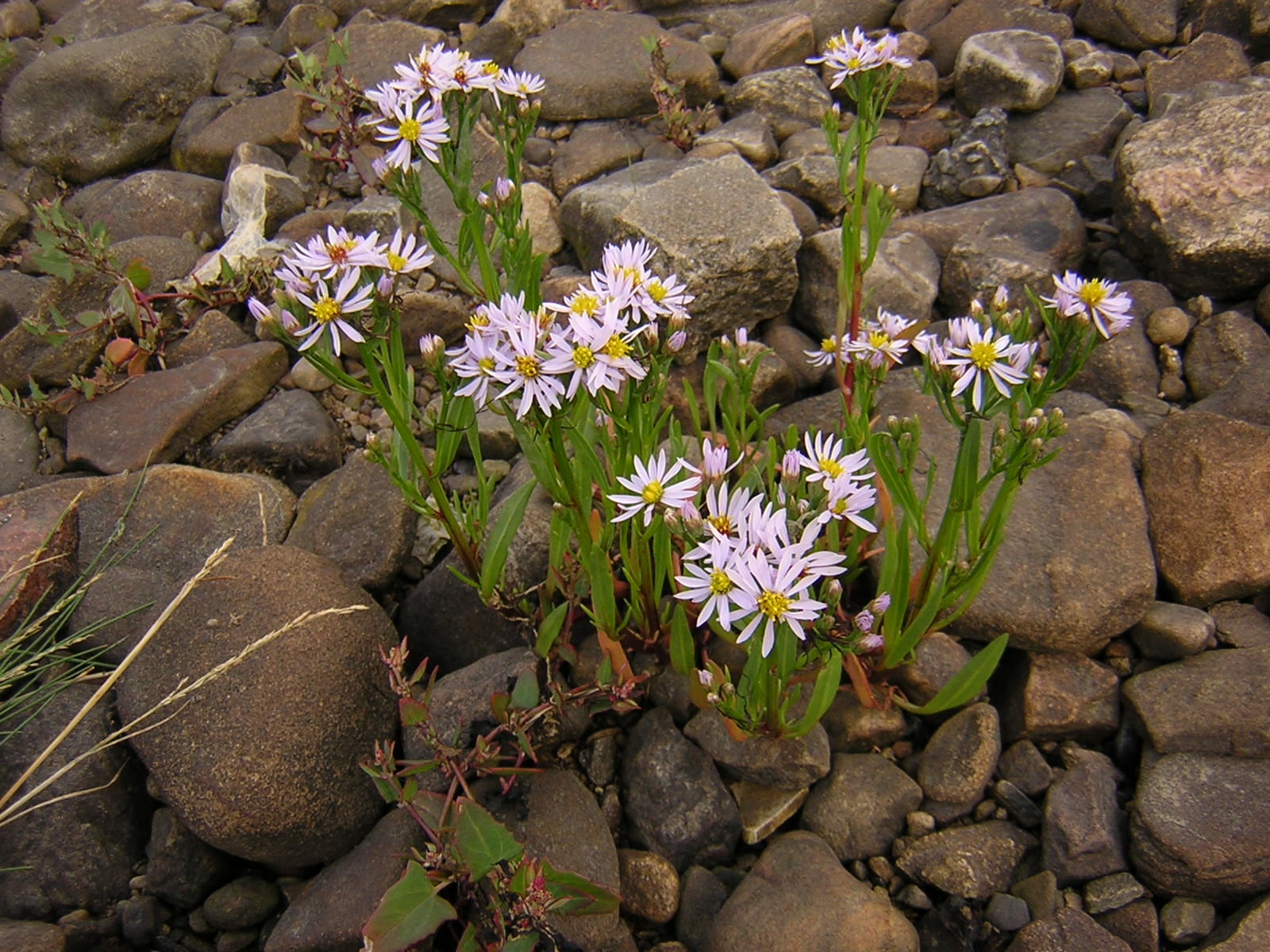
Albăstrică (Aster tripolium)

Printre speciile de plante prezente în rezervație se află pătlăgina (Plantago maritima), pelin (Artemisia santonica), lobodă sălbatică (Atriplex tatarica), căpriță (Atriplex littoralis), codițucă (Myosurus minimus), trifoi frăguț (Trifolium fragiferum), floare-de-leac (Ranunculus pedatus), ghizdei (Lotus augustissimus) sau albăstrică (Aster tripolium). 
În arealul rezervației (în mlaștinile sărăturate care se formează primăvara) vegetează o algă (cyanobacterie) cunoscută sub denumirea populară de cleiul pământului (Nostoc commune).